# Arrondissement Alès
Das Arrondissement Alès ist eine Verwaltungseinheit des französischen Départements Gard innerhalb der Region Okzitanien. Verwaltungssitz (Unterpräfektur) ist Alès.
Es besteht aus 95 Gemeinden, die sich seit einer Neugliederung 2015 auf sechs Wahlkreise verteilen. Die Wahlkreise beinhalten Teils auch Gemeinden anderer Arrondissements.

## Wahlkreise (Kantone)
- Kanton Alès-1
- Kanton Alès-2 (mit 10 von 15 Gemeinden)
- Kanton Alès-3
- Kanton La Grand-Combe
- Kanton Quissac (9 von 44 Gemeinden)
- Kanton Rousson

## Gemeinden
Die Gemeinden des Arrondissements Alès sind:
| 1. Alès (30007)                        | 2. Allègre-les-Fumades (30008)        | 3. Anduze (30010)                             | 4. Aujac (30022)                           |
| 5. Bagard (30027)                      | 6. Barjac (30029)                     | 7. Bessèges (30037)                           | 8. Boisset-et-Gaujac (30042)               |
| 9. Bonnevaux (30044)                   | 10. Bordezac (30045)                  | 11. Boucoiran-et-Nozières (30046)             | 12. Branoux-les-Taillades (30051)          |
| 13. Brignon (30053)                    | 14. Brouzet-lès-Alès (30055)          | 15. Castelnau-Valence (30072)                 | 16. Cendras (30077)                        |
| 17. Chambon (30079)                    | 18. Chamborigaud (30080)              | 19. Concoules (30090)                         | 20. Courry (30097)                         |
| 21. Cruviers-Lascours (30100)          | 22. Deaux (30101)                     | 23. Euzet (30109)                             | 24. Gagnières (30120)                      |
| 25. Générargues (30129)                | 26. Génolhac (30130)                  | 27. La Grand-Combe (30132)                    | 28. La Vernarède (30345)                   |
| 29. Lamelouze (30137)                  | 30. Laval-Pradel (30142)              | 31. Le Martinet (30159)                       | 32. Les Mages (30152)                      |
| 33. Les Plans (30197)                  | 34. Les Salles-du-Gardon (30307)      | 35. Lézan (30147)                             | 36. Malons-et-Elze (30153)                 |
| 37. Martignargues (30158)              | 38. Massanes (30161)                  | 39. Massillargues-Attuech (30162)             | 40. Méjannes-le-Clap (30164)               |
| 41. Méjannes-lès-Alès (30165)          | 42. Meyrannes (30167)                 | 43. Mialet (30168)                            | 44. Molières-sur-Cèze (30171)              |
| 45. Mons (30173)                       | 46. Monteils (30177)                  | 47. Navacelles (30187)                        | 48. Ners (30188)                           |
| 49. Peyremale (30194)                  | 50. Ponteils-et-Brésis (30201)        | 51. Portes (30203)                            | 52. Potelières (30204)                     |
| 53. Ribaute-les-Tavernes (30214)       | 54. Rivières (30215)                  | 55. Robiac-Rochessadoule (30216)              | 56. Rochegude (30218)                      |
| 57. Rousson (30223)                    | 58. Saint-Ambroix (30227)             | 59. Saint-Bonnet-de-Salendrinque (30236)      | 60. Saint-Brès (30237)                     |
| 61. Saint-Césaire-de-Gauzignan (30240) | 62. Saint-Christol-lez-Alès (30243)   | 63. Saint-Denis (30247)                       | 64. Sainte-Cécile-d’Andorge (30239)        |
| 65. Sainte-Croix-de-Caderle (30246)    | 66. Saint-Étienne-de-l’Olm (30250)    | 67. Saint-Florent-sur-Auzonnet (30253)        | 68. Saint-Hilaire-de-Brethmas (30259)      |
| 69. Saint-Hippolyte-de-Caton (30261)   | 70. Saint-Jean-de-Ceyrargues (30264)  | 71. Saint-Jean-de-Maruéjols-et-Avéjan (30266) | 72. Saint-Jean-de-Serres (30267)           |
| 73. Saint-Jean-de-Valériscle (30268)   | 74. Saint-Jean-du-Gard (30269)        | 75. Saint-Jean-du-Pin (30270)                 | 76. Saint-Julien-de-Cassagnas (30271)      |
| 77. Saint-Julien-les-Rosiers (30274)   | 78. Saint-Just-et-Vacquières (30275)  | 79. Saint-Martin-de-Valgalgues (30284)        | 80. Saint-Maurice-de-Cazevieille (30285)   |
| 81. Saint-Paul-la-Coste (30291)        | 82. Saint-Privat-de-Champclos (30293) | 83. Saint-Privat-des-Vieux (30294)            | 84. Saint-Sébastien-d’Aigrefeuille (30298) |
| 85. Saint-Victor-de-Malcap (30303)     | 86. Salindres (30305)                 | 87. Sénéchas (30316)                          | 88. Servas (30318)                         |
| 89. Seynes (30320)                     | 90. Soustelle (30323)                 | 91. Tharaux (30327)                           | 92. Thoiras-Corbès (30329)                 |
| 93. Tornac (30330)                     | 94. Vabres (30335)                    | 95. Vézénobres (30348)                        |                                            |

## Ehemalige Gemeinden seit 2015
bis 2024:
Corbès, Thoiras

## Neuordnung der Arrondissements 2017

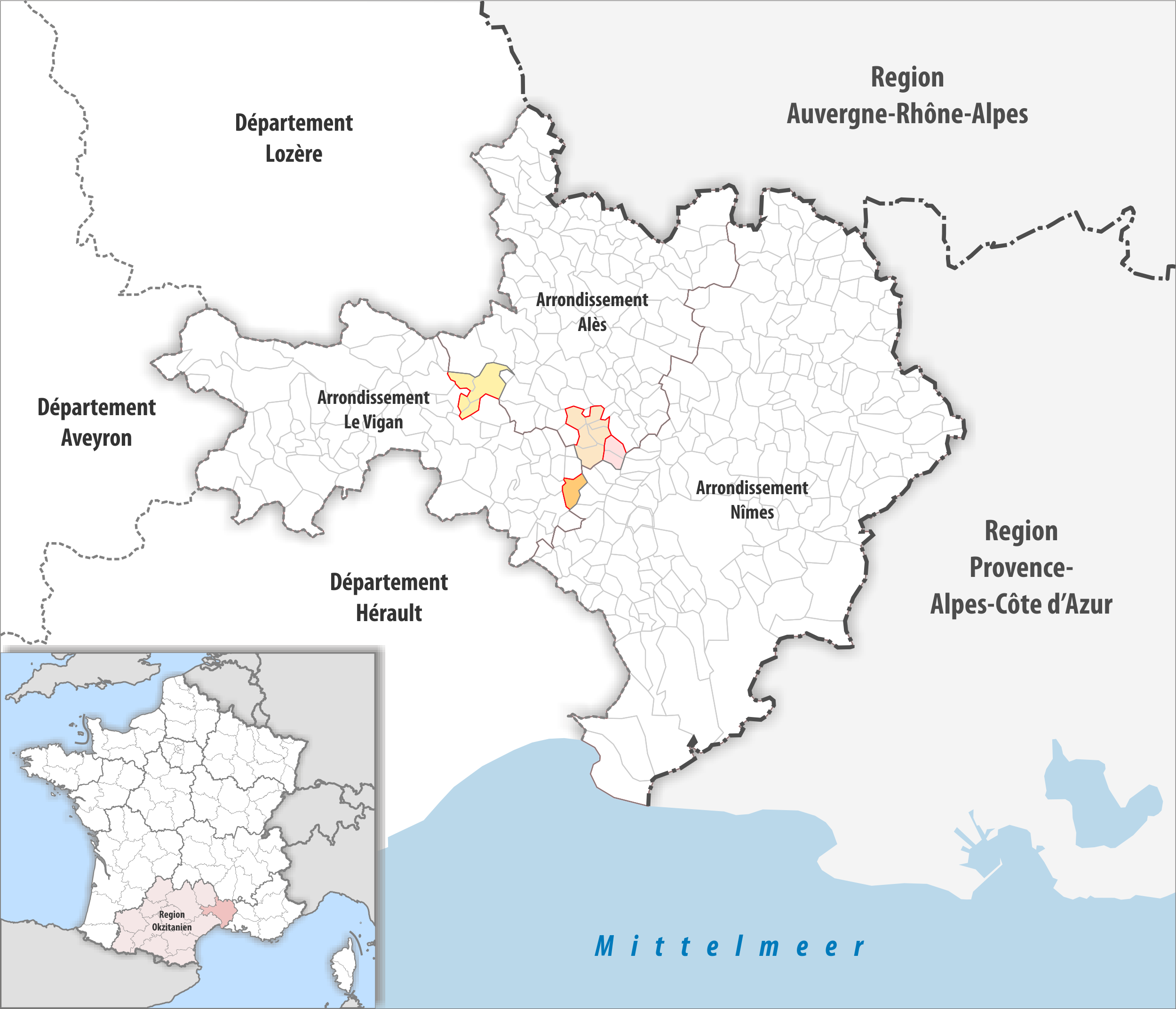
Arrondissementsanpassungen im Jahr 2017

Durch die Neuordnung der Arrondissements im Jahr 2017 wurde aus dem Arrondissement Alès die Fläche der sechs Gemeinden Aigremont, Cardet, Cassagnoles, Lédignan, Maruéjols-lès-Gardon und Saint-Bénézet dem Arrondissement Le Vigan und die Fläche der zwei Gemeinden Domessargues und Mauressargues dem Arrondissement Nîmes zugewiesen.
Dafür wechselte die Fläche der vier Gemeinden Saint-Bonnet-de-Salendrinque, Sainte-Croix-de-Caderle, Thoiras und Vabres vom Arrondissement Le Vigan zum Arrondissement Alès.

## Weitere Verschiebungen
- Zum 1. August 2020 wurde die Gemeinde Bouquet aus dem Arrondissement Alès in das Arrondissement Nîmes übergeführt.[1]